# Plochionus pallens
Plochionus pallens är en skalbaggsart som först beskrevs av Fabricius 1775.  Plochionus pallens ingår i släktet Plochionus och familjen jordlöpare. Arten har ej påträffats i Sverige. Inga underarter finns listade i Catalogue of Life.